# Kammerspiele Bremen

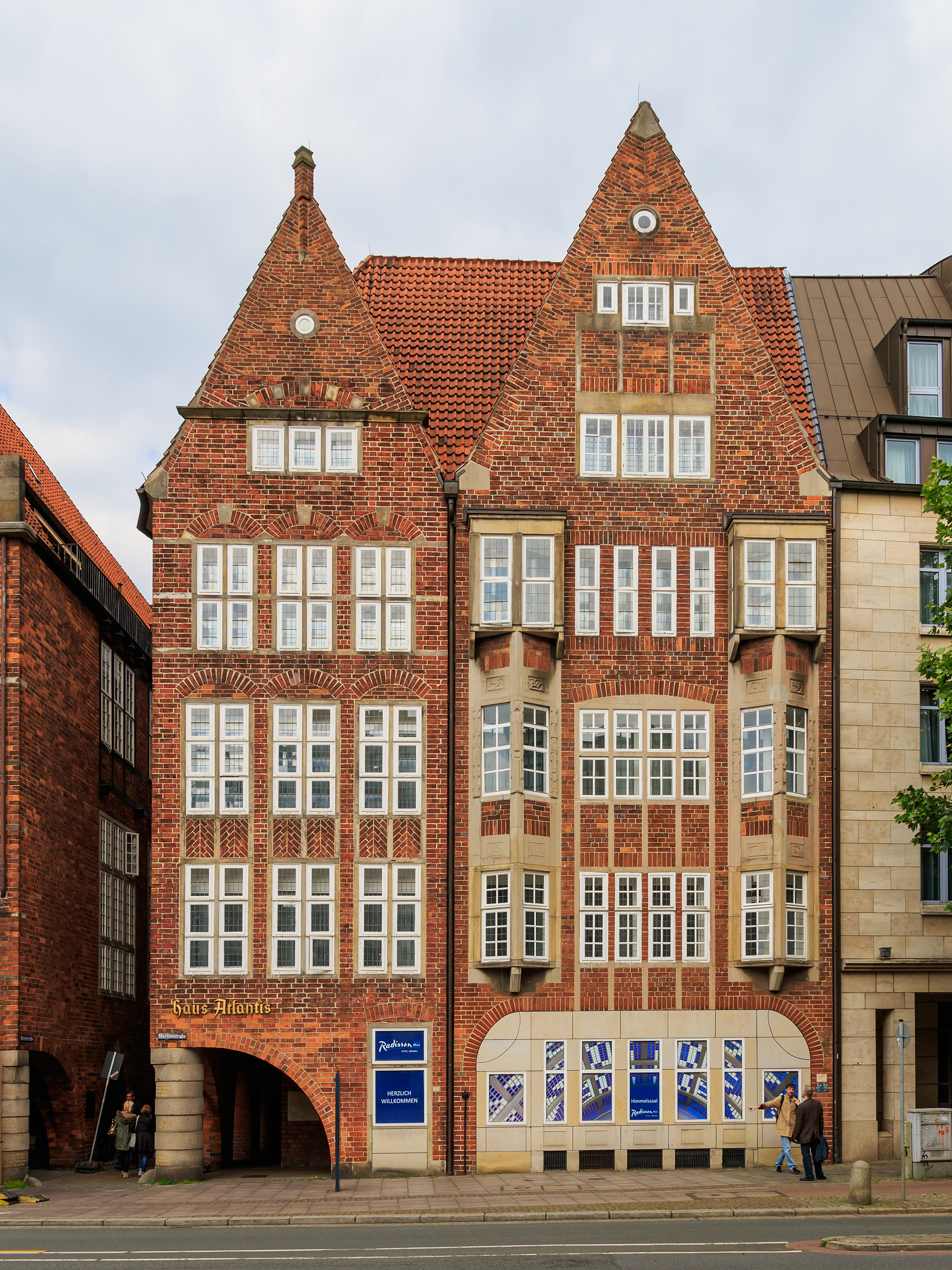
Das Haus Atlantis in der Böttcherstraße diente ab 1946 als Sitz der Kammerspiele Bremen

Die Kammerspiele Bremen waren ein Theater in Bremen in der Nachkriegszeit. Die privat geführte Spielstätte bestand von Februar 1946 bis Mai 1949.

## Geschichte
Initiiert und gegründet wurden sie 1946 als private Spielstätte von Walter Koch und Heinz Suhr, zwei ehemaligen Mitgliedern des Schauspielhauses. Die beiden Kulturschaffenden ließen einen ausgebrannten Saal im Haus Atlantis in der Böttcherstraße renovieren. Zwar war die so geschaffene Spielstätte sehr provisorisch – so fehlten beispielsweise ein Dekorations- und ein Kostümfundus –, doch immerhin bot der Saal 250 Zuschauern Platz. Am 21. Februar 1946 weihte man die Kammerspiele mit Lessings Emilia Galotti ein.
Noch während der ersten Spielzeit verließen der Spielleiter Suhr und der Dramaturg Koch die Kammerspiele. Ersterer tat dies allerdings nicht freiwillig: Er wurde verhaftet, weil er einen Entnazifizierungs-Fragebogen gefälscht und seine Mitgliedschaften in der NSDAP, in der SA sowie in der Reichsfilmkammer verschwiegen hatte. Die künstlerische Leitung wechselte anschließend mehrfach. Zunächst oblag sie Bernhard Wilfert, der zur Spielzeit 1947/1948 von Erich-Fritz Brücklmeier als Intendant abgelöst wurde.
Der neue Dramaturg Gert Westphal kennzeichnete die Programmplanung im Juli 1946 wie folgt: „Wir wollen die Stimmen aller Völker aufnehmen“. In der Folge wurden weniger Klassiker, als vielmehr englische und US-amerikanische Werke des 20. Jahrhunderts aufgeführt, aber auch surrealistische und existentialistische französische Dramen. Zum Ensemble der Kammerspiele gehörten unter anderem Eberhard Fechner, Elfriede Kuzmany und Margot Trooger.
Im Zuge der Währungsreform 1948 gerieten die Kammerspiele in wirtschaftliche Schwierigkeiten. Zu Beginn der Spielzeit 1948/1949 übernahm Ernst Karchow die Intendanz, konnte allerdings die stetig rückläufigen Besucherzahlen nicht wieder erhöhen. Im Mai 1949 wurde mit Der Kopf in der Schlinge das letzte Stück inszeniert, bevor das Theater geschlossen wurde.
Am 25. August des gleichen Jahres gliederte man die vormals selbstständigen Kammerspiele an die neugegründete Theater der Freien Hansestadt Bremen GmbH an und fortan fungierten sie als kleines Haus des Bremer Theaters. Über Jahrzehnte dienten die Kammerspiele nun als Spielstätte für Schauspielproduktionen. Gegen Ende der 1970er-Jahre kam jedoch im Ensemble Unmut über die beengten Verhältnisse im Haus Atlantis auf. Nach mehreren Protestveranstaltungen, der erfolglosen Suche nach einer Ersatzspielstätte, Subventionskürzungen und der drohenden Schließung der Schauspielsparte beschloss der Senat der Freien Hansestadt Bremen den Bau eines Neubaus, des Neuen Schauspielhauses. Mit dessen Eröffnung im Jahre 1984 wurden die Kammerspiele geschlossen.